# Visual kei
Visual kei er en musikalsk og designmæssig  stilart der blev populær i 1980'erne i Japan. På trods af at visual kei ikke er en musikgenre i sig selv, er den knyttet til musik, da den er en måde for musikere at udtrykke sig på. Den er ikke forbundet med nogen bestemte genrer, men den er mest set indenfor rock og metal. Stilen er meget løst defineret, og indeholder tøjstile der minder om for eksempel glam, goth og punk. Udøvere af visual kei går ofte i kjoler og andet feminint eller androgynt tøj, har overdrevne frisurer i unaturlige farver, og bærer tung feminin makeup, på trods af at hovedparten af dem er mænd. Det japanske band X Japan populariserede stilen i 1980'erne, og derefter er den blevet en mainstream del af den japanske ungdomskultur. 
Visual kei bands starter oftest ud som indie bands, og dropper ofte deres visual kei stil når de bliver populære, for at kunne henvende sig til et større publikum. Eksempler på dette er Dir en grey og Luna Sea.

## Liste over visual kei bands
- Alice Nine
- An Cafe
- Ayabie
- D
- D'espairs Ray
- Dir en grey (tidligere VK)
- Eve of Destiny
- girugämesh
- hide
- Luna Sea
- Miyavi
- LM.C
- Onmyouza
- Raphael
- SuG
- The Gazette (band)
- X Japan (disbanded)
- Boon Ishihito/Eusebio
- Seremedy/Yohio
- Malice Mizer

 Der er for få eller ingen kildehenvisninger i denne artikel, hvilket er et problem. Du kan hjælpe ved at angive troværdige kilder til de påstande, som fremføres i artiklen.